# Madani Bouhouche
Madani Bouhouche était un criminel belge né le 14 juin 1952. Son nom apparait dans le dossier des tueries du Brabant, mais c'est pour d'autres crimes - perpétrés notamment alors qu'il était gendarme, qu'il sera condamné en 1995 à 20 ans de travaux forcés au terme d'un procès d'assise fleuve.

## Biographie
Madani ("Dany") Bouhouche né à Bruxelles d'un père algérien et d'une mère belge. Très tôt, il se passionne pour les armes à feu.
Il entre à l'école des sous-officiers de la gendarmerie en 1974. En 1977, il rejoint le service stupéfiants de la brigade de surveillance et de recherche (BSR) de Bruxelles. 
Il y côtoie Robert Beijer, rencontré au cours de sa formation. Ensemble, ils se livreront à une série d'activités criminelles dans les années 1980 et 1981. On découvre par ailleurs qu'ils ont mis d'autres gendarmes sur écoute, ce qui leur vaut une sévère peine disciplinaire (ils sont rétrogradés et mutés dans des brigades locales distinctes).
Bouhouche et Beijer quittent ensuite la gendarmerie en 1983 et fondent une agence de détectives privés appelée "Agence de Recherches et d'Informations". Leur collaboration fera long feu, à la suite des désaccords réguliers entre ses fondateurs. 
En 1984, Bouhouche quitte l'agence. Il tient un temps une armurerie à Jette, tout en fréquentant les milieux d'extrême droite et en continuant à commettre des délits violents avec Beijer. Il est arrêté une première fois en janvier 1986, soupçonné du meurtre de Juan Mendez, ingénieur commercial de la FN, collectionneur d'armes comme lui et ami de longue date. Il est cependant libéré en novembre 1988. 
Après le meurtre d'un diamantaire anversois en 1989, Bouhouche s'enfuit en Espagne, avant d'être appréhendé et extradé. Il comparait avec Beijer devant les assises du Brabant et est condamné le 13 février 1995, entre autres pour les meurtres du diamantaire (en 1989) et d'un agent de sécurité Francis Zwarts (en 1982). Bouhouche prend 20 ans de travaux forcés et Beijer 14 ans de prison. Le meurtre de Mendez reste irrésolu.
L'implication de Bouhouche et Beijer dans les tueries du Brabant est régulièrement évoquée. Tous deux l'ont toutefois toujours nié. En 2022, l'instruction est toujours en cours, faute d'avancée marquante, elle sera frappée de prescription en 2025. 
En septembre 2000, Bouhouche est libéré sur parole. Il part s'installer dans une maison isolée près de Fougax-et-Barrineuf (département de l'Ariège) au pied des Pyrénées françaises, où il vit seul et sous une autre identité. Il prend toutefois part à la vie locale et se porte garant de plusieurs gîtes de la région, dont certains appartiennent à Alain Weykamp, qu'il a rencontré au Front de la jeunesse (Belgique). Bouhouche y est décédé fin novembre 2005, écrasé par un arbre qu'il coupait. La gendarmerie française, enquêtant sur sa mort, ignore dans un premier temps son passé criminel et autorise l'incinération. La Belgique et ses institutions judiciaires n'est pas directement informée de ce décès. Ce n'est que plus d'un mois plus tard, en décembre 2005, qu'un journaliste s'en étonne lors d'un entretien avec l'ex épouse de Madani Bouhouche. Le 2 janvier 2006, une commission rogatoire menée par la cellule d'enquête sur les tueries du Brabant se précipite à Fougax-et-Barrineuf avec la presse dans son sillage. Ils n'y trouvent qu'un unique riot-gun (qui ne sera ultérieurement relié à aucune affaire), la trace de multiples tirs d'exercices de différents calibres, diverses notes et supports numériques.